# Kotafons
Els kotafons (o gbe, kotafons) són els membres d'un grup ètnic que habiten en dues zones del departament de Mono i que parlen la llengua gbe, kotafon. Són membres del grup d'ètnies guineanes, el seu codi ètnic és NAB56z i el seu ID de poble és 12738.

## Població i geografia
Segons l'ethnologue el 2002 hi havia 100.000 kotafons i segons el joshuaproject n'hi ha 152.000.
El seu territori està partit en dues zones del departament de Mono, al sud-oest de Benín: la gran comprèn els municipis d'Athiémé, Houéyogbé i a la zona oriental del municipi de Bopa, a la zona a l'est del llac Aheme i la segona està nord de la població de Grand Popo, al municipi de Grand-Popo, al departament de Mono, al sud-oest de Benín. Aquesta última, més petita, pertany al municipi de Grand Popo i és fronterera amb Togo i kotafons són veïns dels wacis, al nord i del xwles occidentals, a l'est i al sud. La primera zona territorial, més gran, està situada a entre el llac Aheme i la frontera amb Togo, en els municipis d'Athiémé, Houéyogbé i de Bopa. En aquesta, a Benín, són fronterers amb els wacis, al sud-oest, amb els aja, al sud i al nord i amb els saxwes, a l'est.

## Llengua
Els kotafons parlen la llengua gbe, gbe, kotafon.

## Religió
La gran majoria dels kotafons creuen en religions africanes tradicionals (92%). De la minoria de cristians (8%), la majoria (71%) són catòlics, el 20% pertanyen a esglésies independents i el 9% són protestants. Un minso 1% dels kotafons cristians pertanyen a altres esglésies cristianes i només el 3% són del moviment evangèlic.